# Scrioaștea
Scrioaștea è un comune della Romania di 4 225 abitanti, ubicato nel distretto di Teleorman, nella regione storica della Muntenia.
Il comune è formato dall'unione di 4 villaggi: Brebina, Cucueți, Scrioaștea, Viile.